# 雅貝峰
64°49′S 63°28′W / 64.817°S 63.467°W
雅貝峰（英語：Jabet Peak）是南極洲的山峰，位於帕默群島的溫克島，海拔高度545米，在1898年由比利時探險隊發現，該山峰現時由南極條約體系管理。